# Hladni rat
Hladni rat bio je politički sukob između NATO Saveza (predvođenog SAD-om) i Varšavskog pakta (predvođenim Sovjetskim Savezom), koji se vodio od 1945. do 1991. Društveni poredci Istoka (s gospodarstvom u rukama Države i jednopartijskim sustavom) i Zapada (s pravom vlasništva kao temeljem gospodarstva i sklonošću višestranačkoj demokraciji) su bili u jasnoj napetosti, koja je čitavo vrijeme prijetila prerastanjem u otvoreni rat. Hladni rat je vođen svim mogućim sredstvima (uključivo izvođenjem revolucija, pučeva i lokalnih ratova), no nikada nije prerastao u masivni oružani sukob svjetskih razmjera. Hladni rat primarno je obilježen ekonomskim, političkim i propagandnim "sukobima" između Zapada i Istoka, radi suzbijanja utjecaja neprijateljskog bloka.
Glavno je obilježje rata bila utrka u naoružanju, no rat je donio i znatne napretke na području kulture, sporta, znanosti i tehnologije, od kojih je najznačajnija svemirska utrka čiji je rezultat bio odlazak čovjeka u svemir.
Obje strane nastojale su pridobiti uz sebe zemlje koje nisu bile ni dosljedno kapitalističke, ni socijalističke. Tako su primjerice u arapskom svijetu zemlje s autoritarnim republikanskim režimima (poput Iraka ili Sirije) uglavnom bile u savezničkim odnosima sa Sovjetskim Savezom, a one s apsolutnim monarhijama (poput Saudijske Arabije) su se u svojem sukobu s republikanskim snagama oslanjale na Zapad. Znatan dio zemalja se pridružio Pokretu nesvrstanih (pod vostvom Tita i SFR Jugoslavije), a među njima i zemlje s komunističkim režimima poput Vijetnama, Kube i Angole, koje su imale izrazito blisku političku, gospodarsku i vojnu suradnju sa Sovjetskim Savezom te Saudijske Arabije, koja je objektivno bila jedan od najvažnijih gospodarskih i sigurnosnih saveznika SAD-a. 
Naposljetku je zapadni blok – kombinacijom programa gospodarske pomoći kojom se nastojalo ukloniti razloge komunističkim revolucijama, utrke u naoružanju te raznih diplomatskih, obavještajnih i vojnih aktivnosti – uspio spriječiti veće širenje komunističkih revolucija po svijetu, a istočni blok se zbog ekonomskih poteškoća više nije gospodarski mogao nadmetati s mnogo bogatijim Zapadom. Godine 1991., Sovjetski Savez naposljetku se raspao, što se smatra krajem Hladnog rata.

## Naziv
Prvi put, naziv "hladni rat" upotrebljava George Orwell u svom eseju "Atomska bomba i ti" 1945. godine. 
Naziv hladni rat upotrijebio je i Bernard Baruch, savjetnik američkog predsjednika, tijekom jedne debate u američkom Kongresu 1947. godine. Pojam hladni rat veže se i za britanskog premijera Winstona Churchilla koji je skovao krilaticu o željeznoj zavjesi koju su komunisti "spustili" između svog i "slobodnog svijeta". On je u ožujku 1946. u Fultonu (SAD) pozvao na križarski rat protiv komunizma, podsjećajući na obavezu obrane atlantske zajednice i vojnog zbližavanja ugroženih država. Ta istupanja bila su znak da svijet ulazi u takozvani hladni rat.

## Povijest

### Prije hladnog rata
Postoje neke nesuglasice oko početka hladnoga rata. Iako većina povjesničara tvrdi da je počeo neposredno nakon Drugog svjetskog rata, neki tvrde da se uzroci hladnog rata mogu naći već nakon Prvog svjetskog rata iako napetosti između Rusije/SSSR-a, Britanije i Amerike sežu još u XIX. stoljeće. 
Ideološki sukob između komunizma i kapitalizma počeo je 1917. nakon Ruske revolucije kada se SSSR izdigao kao prva velika komunistička sila. Ovo je prvi događaj koji je rusko-američke odnose doveo u pitanje i postavio ih kao dugotrajni problem svim vođama u svijetu.
Mnogi događaji doveli su do međusobnog nepovjerenja između SAD-a i SSSR-a: 
1. američka intervencija tijekom Ruskog građanskog rata u kojem su pomagali Bijeloj gardi,
2. izlazak Ruskog Carstva iz Prvog svjetskog rata nakon potpisivanja mira u Brest-Litovsku,
3. boljševističko odbacivanje kapitalizma,[2]
4. američko nepriznavanje SSSR-a do 1933.[3]

I prije Drugog svjetskog rata bilo je događaja koji su doveli do povećanja međusobnog nepovjerenja:
1. britansko popuštanje Nijemcima,
2. Pakt Ribbentrop-Molotov.[3]

### Drugi svjetski rat i poslijeratno razdoblje (1939. – 1947.)
Tijekom rata Sovjeti su mislili da će Angloamerikanci dati njima preuzeti veći teret rata i da će se oni uključiti pri kraju, kako bi utjecali na mirovne sporazume i zavladali Europom. Neki povjesničari, poput Johna Lewisa Gaddisa, to osporavaju navodeći druge vojne i strateške kalkulacije za vrijeme napada na Normandiju. No, kriva sovjetska percepcija o Zapadu i jednaka percepcija Zapada o SSSR-u dovele su do snažnih napetosti među Saveznicima. 
Bilo je mnogo nesuglasica među Saveznicima o izgledu poslijeratne Europe. Obje su strane imale vrlo različite poglede o uspostavljanju sigurnosti poslije rata. Amerikanci su sigurnost shvaćali u situacijskim uvjetima, misleći da bi, ako se američki stil vlade proširi na što više zemalja, zemlje mogle svoje probleme riješiti mirno, putem međunarodnih organizacija. Sovjetski su vođe gledali sigurnost preko prostora. Ovaj način razmišljanja uvjetovan je ruskom povijesnom situacijom. Željeli su ovakav plan zbog toga što su u posljednjih 150 godina napadani dosta često.
Na konferenciji u Jalti u veljači 1945. sastali su se britanski premijer Winston Churchill, američki predsjednik Franklin Delano Roosevelt i generalni sekretar KPSS-a Josif Staljin kako bi se dogovorili oko izgleda poslijeratne Europe, no čvrst dogovor nije postignut zbog snažnih nesuglasica. Nakon pobjede Saveznika u Berlinu, Sovjeti su efikasno okupirali Istočnu Europu, a SAD je imao velik dio Zapadne Europe. U okupiranoj Njemačkoj Sovjeti, Amerikanci, Britanci i Francuzi uspostavili su četiri savezničke zone dok se ne riješi konačna podjela Njemačke.
Potsdamskoj konferenciji, koja je počela u srpnju, prisustvovali su britanski premijer Clement Attlee, američki predsjednik Harry S. Truman i generalni sekretar KPSS-a Josif Staljin. Na ovoj su konferenciji saveznički vođe rješavali ozbiljan problem budućnosti Njemačke i Istočne Europe. Osim rješavanja tog problema, predsjednik Truman obavijestio je Staljina da SAD posjeduje novo moćno oružje. Staljin je na to odgovorio: "Drago mi je čuti za bombu i nadam se da će biti upotrijebljena." Samo tjedan dana nakon konferencije SAD je bacio atomske bombe na japanske gradove Hirošimu i Nagasaki. Atomsko bombardiranje Hirošime i Nagasakija dovelo je do jedne od najvećih katastrofa u ljudskoj povijesti i do povećanja tenzija između SAD-a i SSSR-a. Nedugo nakon napada Staljin je protestirao američkim dužnosnicima kada je Truman Sovjetima ponudio tek malo utjecaja u okupiranom Japanu.
U veljači 1946. Dugi telegram Georgea F. Kennana iz Moskve pridonio je američkom sagledavanju Sovjetskog Saveza kao države prožete izrazitim nepovjerenjem i neprijateljstvom prema SAD-u i čitavom Zapadu, u kojoj je sastavni dio službene politike ideja o produbljivanju sukoba između "kapitalističkih" država te potom korištenja tih "kapitalističkih" ratova kako bi se nezadovoljstvo u narodu iskoristilo za podizanje komunističkih revolucija, te koja nastavlja izrazito mnogo ulagati u svoju vojnu snagu - ali s kojom je zacijelo moguće postići dogovor o međusobnom miru.Takva slika o SSSR-u kao vrlo neprijateljski nastrojenoj zemlji doprinijela je daljnjem ratu napetosti između SAD-a i SSSR-a. 
Nekoliko tjedana nakon objavljivanja Dugog brzojava, Winston Churchill održao je svoj poznati govor u Fultonu, u Missouriju, naslovljen "Željezna zavjesa". U tom govoru Churchill poziva Angloamerikance na savez protiv Sovjeta, za koje je rekao da su spustili željeznu zavjesu "od Szczecina na Baltiku do Trsta na Jadranu."
Dana 6. rujna 1946. James F. Byrnes održao je govor u Njemačkoj u kojem je odbacio Morgenthauov plan kojim se predvidjelo trajno svođenje Njemačke na stanje siromašne zemlje, te upozorio SSSR da će SAD ostati vojno nazočne u Europi na neodređen vremenski period. Sam Byrnes poslije je priznao: "Odbijanje našeg vlastitog programa bilo je radi pridobivanja Nijemaca [...] bila je to bitka između nas i Rusa oko mozgova [...]." Umjesto trajnog poniženja Njemačke, Sjedinjene Američke Države su joj odlučile pomoći da postane važni američki saveznik, uključujući je u tzv. Marshallov plan gospodarske obnove Europe. Američka pomoć u sklopu Marshallovog plana bila je ponuđena i zemljama na istoku Europe kojima je dominirala sovjetska politika. Prema očekivanjima, zbog velikog nepovjerenja prema Zapadu, sve su te zemlje odbile američku pomoć.Slično kao s Njemačkom, postupljeno je potom i s Japanom.
Nakon što je osigurao široku političku podršku u Kongresu SAD-a, američki predsjednik Harry S. Truman je proglasio novu doktrinu vanjske politike SAD-a, kasnije nazvanu "Trumanova doktrina". U razdoblju kada zbog teške gospodarske situacije nije Velika Britanija mogla više ostvarivati utjecaj kakav je do tada ostvarivala diljem Europe, Afrike i Azije, nova je doktrina kretala od postavke da SAD ne može neaktivno gledati nasilno širenje sovjetskoga totalitarizma u neovisne slobodne zemlje - Truman je u veljači 1947. god. ukazao na aktualno stanje s građanskim ratom u Grčkoj i mogućnostima destabilizacije stanja u Turskoj i potom čitavom Bliskom Istoku - u prvom redu stoga što američki nacionalni interesi ne mogu biti zaštićeni tek pukom zaštitom američkog teritorija. Prema Trumanovoj doktrini, SAD je gospodarski pomagala zemlje u potrebi, jer "siromaštvo i oskudica daju rasti sjemenu totalitarnih režima", a pružala je i vojnu podršku vladama diljem svijeta kako bi se spriječilo svjetsko širenje komunizma.
Sa sovjetske strane, za vrijeme Nikite Hruščova se nastojalo uspostaviti stanovitu miroljubivu suradnju i izbjegavanje velikog rata sa Zapadom - što je i Zapad prihvaćao - ali SSSR nije nipošto odustajao od dominacije nad drugim zemljama koje su došle u njegovu sferu utjecaja kao svojevrsnog "Sovjetskog imperija", niti od nastojanja za širenje "svjetske revolucije", tj. širenja broja zemalja pod Sovjetskom Savezu sklonim komunističkim režimima.
Kina, kao najmnogoljudnija komunistička zemlja, zamjerala je Sovjetskom Savezu da nakon Staljinove smrti ne vodi više dovoljno dosljednu komunističku politiku; od 1962. godine je svađa između sovjetskog i kineskog vodstva bila posve očigledna. U lipnju 1963. god. objaviljen je "Prijedlog Komunističke partije Kine u svezi generalne linije međunarodnog komunističkog pokreta", službeno adresiran na vodstvo Komunističke partije Sovjetskog Saveza. U tom dokumentu je kinesko komunističko vodstvo pozivalo na dosljedno provođenje ideje svjetske revolucije, u kojoj postupno treba osigurati da čitav svijet bude "slobodan od kapitalizma, slobodan od imperijalizma i slobodan od eksploatacije čovjeka po čovjeku". Tu su kineski komunisti osudili razne "zablude" koje se pojavljuju u međunarodnom komunističkom pokretu, među kojima i ideju da bi bilo moguće razriješiti napetosti između kapitalizma i komunizma bez provođenja komunističke revolucije u svakoj pojedinoj zemlji svijeta. Uzajamna napadanja za "idejne zablude" vodile su prema javnom razmjenjivanju sličnih dugačkih pisama između dvije komunističke partije i naposljetku do potpunog odvajanja Kine od bloka koji je obuhvaćao preostale komunističke zemlje predvođene Sovjetskim Savezom.

### Blokovi
Blokovska je podjela učvršćena stvaranjem vojno-političkih saveza. Na jednoj je strani bio blok kojeg su predvodile SAD (kapitalistički sustav), a drugi je blok predvodio SSSR (socijalistički sustav). Mnogo država nije se željelo pridružiti nijednome bloku. Stoga su one, predvođene Egiptom, Indijom i Jugoslavijom, 1961. godine utemeljile Pokret nesvrstanih.

#### NATO
Sjevernoatlantski savez (NATO) osnovali su 1949. godine ministri vanjskih poslova SAD-a, Velike Britanije, Francuske, Nizozemske, Belgije, Luksemburga, Norveške, Islanda, Kanade, Italije, Portugala i Danske. Njegovo sjedište bilo je u Bruxellesu a osnovna zadaća bila je spriječiti Sovjetski Savez prodrijeti u zapadnu Europu. Države na zapadu i članice NATO pakta bile su kapitalističke i vjerovale u važnost slobode privatnog vlasništva.

#### Varšavski pakt
Iste je godine Sovjetski Savez objavio da posjeduje atomsku bombu, a u Kini su na vlast došli komunisti. Nakon Staljinove smrti 1953. malo je popustila napetost u međunarodnim odnosima, ali su ipak 1955. godine SSSR i zemlje istočne Europe stvorili Varšavski pakt. SSSR i njegovi saveznici htjeli su stvoriti besklasno društvo u kojem se sve dijelilo podjednako. Njegove članice bile su SSSR, Bugarska, Čehoslovačka, Istočna Njemačka, Mađarska, Poljska i Rumunjska, a do 1968. i Albanija. Imao je svoje organe i jedinstven glavni stožer te svoje sjedište u Moskvi.

### Od Marshallova plana do Korejskoga rata (1947. – 1953.)
Trumanovi su savjetnici do 1947. vjerovali da je krajnje vrijeme oduprijeti se utjecaju Sovjetskog Saveza. U Europi je financijska pomoć opadala, a nestašice hrane i neophodnih potrepština bili su česte. Trumanovi su se savjetnici bojali da bi SSSR mogao umanjiti moć SAD-a u poslijeratnom periodu zbunjenosti i kolapsa. 
Važan događaj koji je predstavljao uvod u hladni rat bila je Iranska kriza iz 1946. godine. Neposredno nakon svršetka Drugog svjetskog rata, uspokos odredbama iransko-britansko-sovjetskog ugovora o savezu prema kojima su strane trupe bile dužne napustiti Iran u roku od 6 mjeseci nakon okončanja rata, Staljin je odlučio da sovjetska vojska ostane na sjeverozapadu iranskog teritorija pod izlikom kako je to područje vitalno za sovjetsku sigurnost. Razlogom Staljinove teritorijalne penetracije prema tom području smatraju se bogata nalazišta nafte u Iranskom Azarbajdžanu koja su tijekom rata istraživali upravo Sovjeti. Kako bi osnažio sovjetski utjecaj, pokušana je uspostava dvaju marionetskih režima, kurdske Republike Mahabad i azerske Narodne Republike Azerbajdžan. Nakon oružanog sukoba u kojem je iranska vojska suzbila separatiste i političke intervencije Sjedinjenih Država u Ujedinjenim narodima (rezolucije br. 3. i 5.), Josif Staljin odustao je od daljnjih teritorijalnih pretenzija i povukao preostale dijelove sovjetske vojske iz Irana.
Događaj koji je natjerao Trumana i formalno usvojiti politiku blokiranja (engl. "containment") jest objava britanske vlade u veljači 1947. da više ne može financirati grčke monarhiste u njihovu sukobu protiv komunističke vojske u građanskom ratu. Cilj politike blokiranja bilo je zaustavljanje domino-efekta približavanja zemalja komunističkom SSSR-u, a udaljavanja od američko-europskog kapitalizma. Politika je formalno usvojena jer Amerikanci Grčki građanski rat nisu shvatili tek kao građanski sukob nego kao pokušaj SSSR-a da proširi svoj utjecaj. To gledište je vjerojatno bilo pogrešno jer komunističkim pobunjenicima nije pomagala službena Moskva nego FNR Jugoslavije, čije je vodstvo tu uvelike djelovalo na svoju ruku.
Pobjeda antikomunističkih snaga dovela je do grčkog članstva u NATO-u i do definiranja ideološke ravnoteže snaga oko Egejskog mora tijekom čitavoga hladnog rata. Državni tajnik Dean Acheson optužio je SSSR za urotu protiv grčkih rojalista radi proširivanja svog utjecaja na Srednji istok, Aziju i Afriku. Trumanova je administracija u ožujku 1947. izdala tzv. "Trumanovu doktrinu" o zaustavljanju širenja komunizma davajući Turskoj i Grčkoj ekonomsku pomoć. Truman u doktrini kaže:
Truman je svojom doktrinom potaknuo Amerikance dati 400 milijuna dolara pomoći Grčkoj. Radi "mobiliziranja" kongresa s većinom iz redova Republikanske stranke, predsjednik iz redova Demokratske stranke je rat u Grčkoj prikazao kao sukob između "slobodnih" ljudi i "totalitarnih" režima time dramatično podižući retoričke uloge rata. Pomažući Grcima, Truman je postavio pravilo prema kojem bi SAD pomagao režimima koji bi tražili pomoć u borbi protiv komunizma, neovisno o tome jesu li u tim zemljama izgrađene kvalitetne demokratske institucije i bez obzira koliko ti nekomunistički režimi bili korumpirani i represivni. Ovo je očit primjer koliko su daleko Amerikanci bili spremni ići radi zaustavljanja širenja komunizma.
Bez financijske pomoći koja je stizala iz SAD-a zapadnoeuropske države teško su se same mogle oporaviti od velikih gubitaka nakon rata. Komunističke partije sve su više pobjeđivale na slobodnim izborima u zemljama kao što su Italija i Francuska. Američka se vlast bojala da bi ekonomska kriza u Zapadnoj Europi mogla doći do te razine da komunističke partije i tu preuzmu vlast (nakon čega "normalne" demokracije u tim zemljama više ne bi bilo - šef komunističke partije Italije Palmiro Togliatti se primjerice 1948. godine svečano proglašava za ultimativnu "vrlinu" vjernost Sovjetskom Savezu i osobno "drugu Staljinu, najvećem od svih, našem vođi i učitelju", a države pod dominacijom SSSR-a naziva "zemljama nove demokracije"; kakvoj "novoj demokraciji" treba težiti i Italija), putem izbora ili revolucija. Neki su se američki političari, k tome bojali da bi i njihova država mogla doživjeti krizu ako se uskoro ne poveća potražnja za izvozom u Zapadnu Europu - od povećavanja trgovine s obnovljenim europskim gospodarstvima očekivala se i gospodarska korist za SAD.
Godine 1948. Komunistička partija Čehoslovačke, uz potporu SSSR-a, preuzela je vlast izvršivši državni udar i tako uspostavivši komunističku vladavinu koja je trajala više od četrdeset godina. Zapadne sile bile su šokirane ovim događajem, što je uzrokovalo užurbano usvajanje Marshallova plana. 
Za američku vlast prijetnje balansu moći u Europi nisu uvijek bile vojne, nego i ekonomske i političke. George Kennan sažeo je problem na sastanku State Departmenta u svibnju 1947.: "Komunističke aktivnosti" nisu bile "korijeni problema u Zapadnoj Europi" nego su glavni razlog problema bili "razorni efekti rata na ekonomsku, političku i socijalnu strukturu Europe." Prema njemu, "komunisti su iskorištavali krizu" kako bi osvojili moć. Na savjet State Departmenta Trumanova je doktrina dopunjena Marshallovim planom, službenim planom SAD-a o obnovi poslijeratne Europe i suzbijanju utjecaja komunizma nakon Drugog svjetskog rata. Zadatak o izradi plana dobio je George Marshall.
Kada je plan već bio donesen, generali Clay i Marshall su zajedno s Trumanovom administracijom shvatili da provedba plana neće biti uspješna bez obnavljanja njemačke industrijske baze o kojoj su prije ovisili.
U srpnju je Truman opozvao Morgenthauov plan JCS 1067 koji je naređivao američkim snagama u okupiranoj Njemačkoj "da ne poduzimaju nijedan korak prema ekonomskoj rehabilitaciji Njemačke." Zamijenio ga je JCS 1779 koji je govorio da "uredna, uspješna Europa treba ekonomske doprinose stabilne i produktivne Njemačke."
Truman je u srpnju i reorganizirao vladu kako bi se borio u hladnom ratu. Akt o državnoj sigurnosti iz 1947., koji je Truman potpisao 26. srpnja, stvorio je objedinjeno Ministarstvo obrane, CIA-u (Central Intelligence Agency) i Nacionalno sigurnosno vijeće. Ove će organizacije postati glavne birokracije SAD-a tijekom hladnog rata.
Dvojne politike Trumanove doktrine i Marshallova plana dovele su do toga da Zapadna Europa, Grčka i Turska od SAD-a prime milijarde dolara pomoći. Uz pomoć SAD-a Grčka je 1949. pobijedila komunističke sile u ratu, a u Italiji su na izborima 1948. demokršćani porazili snažnu komunističko-socijalističku koaliciju.
SAD je konsolidirao svoju novu ulogu kao gospodar Zapada. Kao osveta zapadnjačkim težnjama za ujedinjenjem Zapadne Njemačke, SSSR je u Zapadnom Berlinu postavio blokade kako bi spriječio ulazak zapadnih sila u grad. Berlinska blokada predstavlja prvu veliku krizu hladnoga rata. No Truman je uspio zrakom (Berlinski let) osigurati opskrbu savezničkih vojnika i civilnog stanovništva koji su ostali zarobljeni u Berlinu, uspostavivši zračni most usprkos protivljenju SSSR-a kao okupacijske vlasti u okolnim područjima.
Godine 1948. Josip Broz Tito, vođa SFRJ-a i Josif Staljin, vođa SSSR-a, došli su u sukob dijelom zbog "neposluha" sovjetskim savjetnicima u Beogradu, te vjerojatno u većoj mjeri povodom traženja Moskve da Jugoslavija odustane od potpore komunističkim gerilcima u Grčkoj. Zbog odbijanja Staljinovih zahtjeva, SFRJ je 1948. isključen iz Kominforma, što je uzrokovalo njegovo nepovjerenje prema SSSR-u (koje je obnovljeno za Hruščovljeva mandata). Josip Broz Tito tako je postao prvi čovjek koji se javno usprotivio Staljinu i preživio; nakon 1953. godine njegov se režim pomirio sa Sovjetskim Savezom, ali ne s onakvom ovisnošću kakva je odlikovala većinu drugih komunističkih režima.
SAD se sa Zapadnom Europom formalno povezao 1949. potpisivanjem Sjevernoatlantskog sporazuma i osnivanjem Sjevernoatlantskog saveza, NATO-a. Staljin je kontrirao tomu tako što je povezivale ekonomije istočnoeuropskih zemalja sovjetskom verzijom Marshallova plana znanom kao COMECON te tako što je testirao prvu sovjetsku atomsku bombu 1949. godine.
SAD je preuzeo vodstvo u stvaranju Zapadne Njemačke iz tri savezničke okupacijske zone 1949. godine. Kako bi kontrirao Sjedinjenim Državama (koje su savezničke zone ujedinile u jednu državu: Saveznu Republiku Njemačku), SSSR je na području svoje okupacijske zone 1949. stvorio državu znanu kao Istočna Njemačka. SAD se tijekom 1950-ih zalagao za ponovno naoružavanje Zapadne Njemačke, a 1955. Zapadna Njemačka postala je punopravna članica NATO pakta.
Godine 1949. komunisti Mao Ce Tunga porazili su Čang Kaj-šekov Kuomintang koji je imao potporu SAD-a u građanskom ratu. Građanski rat završio je kada su nacionalisti 1949. godine pobjegli na Tajvan, a komunisti su pod vodstvom Mao Ce Tunga proglasili narodnu republiku. Ubrzo nakon toga SSSR je sklopio savez s novonastalom Narodnom Republikom Kinom. Suočena s kineskom revolucijom i krajem američkoga nuklearnog monopola, Trumanova je administracija 1949. započela širenje politike blokiranja. U tajnom dokumentu iz 1950-ih, znanom kao NSC-68, Trumanova administracija predložila je jačanje prozapadnog saveza i četverostruko povećanje trošenja za obranu.
Američki su dužnosnici politiku blokiranja proširili na Afriku, Aziju i Latinsku Ameriku. U isto vrijeme, revolucionarno-nacionalistički pokreti, koje su često vodili komunisti, borili su se protiv obnavljanja europskih kolonijalnih carstava u Jugozapadnoj Aziji (nije ni SAD bio pobornik obnavljanja kolonijalnih carstava). SAD je savez s Japanom formalizirao tijekom 1950-ih što im je osiguralo velik broj dugoročnih vojnih baza. Truman je sklopio saveze i s drugim državama, kao što su Australija, Novi Zeland, Filipini i Tajland.
U lipnju 1950. godine Sjeverna Koreja pokreće iznenadni rat protiv Južne Koreje. Nakon jednoga graničnog sukoba, sjevernokorejske snage potpomognute kineskim dobrovoljcima i uz podršku SSSR-a prelaze 38. paralelu. Na Staljinovo iznenađenje, Truman je naredio američkim trupama da natjeraju Sjevernu Koreju povući se i pomognu Južnoj Koreji. Sjedinjene Države traže povlačenje agresora s područja Južne Koreje. No taj zahtjev Sjeverna Koreja ignorira pa oružane snage SAD-a u ime Ujedinjenih Naroda dolaze pomoći Južnoj Koreji. Naizmjenične ofenzive jednih i drugih snaga do 1952. godine nisu dale prevagu ni jednoj zaraćenoj strani. Sukob je završio 1953. godine potpisivanjem primirja u Panmunjonu. Granica između dvije države naposljetkuk je ostala na 38. paraleli (usporednici). 
Javno mišljenje u državama kao što je Ujedinjeno Kraljevstvo i druge saveznice SAD-a bilo je podijeljeno: neki su željeli rat, a neki nisu. Britanski državni odvjetnik Sir Hartley Shawcross 1951. godine odbacio je mišljenje onih protiv rata, rekavši:
Korejski rat završio je 1953. bezizlaznim položajem, no Sjedinjene Države polako su se uplele u novi građanski rat. SAD je podupirao južnovijetnamsku vladu u borbi protiv Sjevernog Vijetnama, koji je imao potporu SSSR-a i Kine. Ta se potpora poslije razvila u Vijetnamski rat.

### Razdoblje uzastopnih kriza (1953. – 1962.)
Godine 1953. promjena u političkom vodstvu na obje strane promijenila je dinamiku hladnoga rata. U SAD-u, u siječnju 1953., za predsjednika je prisegnuo Dwight D. Eisenhower. Tijekom posljednjih osamnaest mjeseci Trumanove administracije američki budžet za obranu povećao se četiri puta. Eisenhower se odlučio na smanjivanje troškova za vojsku tako što je prijetio američkom nuklearnom superiornošću nastavljajući efektivno voditi SAD kroz hladni rat. Dana 5. ožujka 1953. Josif Staljin umro je od posljedica srčanog udara, a naslijedio ga je Georgij Malenkov. Staljinistički nastrojen Malenkov na vlasti je izdržao samo šest mjeseci, kada ga je naslijedio Nikita Sergejevič Hruščov. Dolaskom Hruščova na vlast u SSSR-u je počeo proces destaljinizacije i javnog osuđivanja Staljinove vladavine.
Eisenhowerov državni tajnik John Foster Dulles predložio je "Novi pogled" na politiku blokiranja prema kojem je tražio da se Amerika puno više oslanja na svoje nuklearno oružje. Dulles je objavio i doktrinu "masovne osvete" prijeteći Sovjetima da će SAD snažno reagirati na bilo kakav oblik agresije koji bi mogao doći s njihove strane. Zbog nuklearne superiornosti Eisenhower je zaustavljao sve sovjetske prijetnje o intervenciji tijekom Sueske krize 1956. godine. Predmet krize bila je kontrola nad strateški važnim Sueskim kanalom koji je Egipat nacionalizirao. Unatoč vojnim uspjesima, rezultat je bio blamaža i slabljenje europskih sila (Britanija, Francuska u savezu s Izraelom), jačanje egipatskog položaja na Bliskom istoku i porast utjecaja SSSR-a u tom području.
1953. godine nastao je u sovjetskoj okupacijskoj zoni Njemačke tzv. Istočnonjemački ustanak, koji je okupio oko milijun ljudi, ali su relativno mirne demonstracije brzo ugušene primjenom grube sile sovjetskih vojnih snaga, te istočnonjemačke vojske i policije.
Iako je nakon Staljinove smrti 1953. god. došlo do blagog smirivanja tenzija, hladni rat u Europi i dalje je bio obilježen uznemirenim oružanim primirjem. Američke su trupe stalno bile stacionirane po Zapadnoj Europi, a sovjetske po Istočnoj. Kako bi kontrirali ponovnom naoružanju Zapadne Njemačke, SSSR je 1955. sklopio formalni savez s komunističkim zemljama Istočne Europe, znan kao Varšavski pakt. Jedina ozbiljna prijetnja cjelovitosti Varšavskog pakta nastupila je 1956. u Mađarskoj. Mađarska revolucija 1956. godine bio je spontani revolt protiv komunističke vlade Mađarske i njenih nametnutih sovjetskih patrona, koji je poveo premijer i reformist Imre Nagy uz potporu mnogih stanovnika. Trajala je od 23. listopada do 10. studenog. Ovo je bio prvi primjer protusovjetske revolucije u nekoj komunističkoj zemlji, a završio je sovjetskom invazijom jer SSSR nije dopuštao Mađarima svrgnuti komunizam.
U SAD-u se senator Joseph McCarthy iz Wisconsina izdigao kao vrlo utjecaj političar tijekom hladnog rata. Iako ni Truman ni Eisenhower (koji je za razliku od Trumana, koji je bio u sukobu s McCarthyjem, podupirao McCarthyjeve ciljeve) nisu podupirali njegove metode, McCarthy je nastavio širiti antikomunističke parole i traženja komunističkih zavjerenika koji su navodno imali plan za provođenje revolucije u SAD. Period u vrijeme McCarthyjeva mandata doveo je do masivnog "lova na vještice", a znan je kao makartizam.
Godine 1957. objavljeno je da je SSSR lansirao u orbitu prvi svemirski satelit "Sputnik" i počela je svemirska utrka između SAD-a i SSSR-a, kao i trka u naoružanju koja je zaprijetila uništenjem čovječanstva. Došlo je do velikog i neočekivanog tehnološkog napretka te do američke i sovjetske gradnje raketa koje su mogle nositi nuklearne bojne glave (kako sovjetski, tako i američki raketni projekt bili su izvedeni iz tehnologije i radom stručnjaka koji su za nacističku njemačku konstuirali V-1 i V-2 rakete korištene za raketiranje Velike Britanije tijekom rata). Nakon Sputnika SSSR je 1957. poslao prvo živo biće, psa Lajku, u svemir, a 1961. godine poslao je i prvog čovjeka u orbitu - Jurija Aleksejeviča Gagarina. Ovakav napredak Sovjetskog Saveza potaknuo je Amerikance 1969. godine poslati ljude na Mjesec.
Tijekom 1950-ih takozvani Treći svijet bio je značajno borilište za dvije glavne hladnoratovske sile. Nakon Drugog svjetskog rata SAD je izašao kao dominantnija sila u Trećem svijetu od SSSR-a i tako je popunio prostor stare carske hegemonije svojih formalnih saveznika - Velike Britanije, Francuske i Nizozemske. No, vođe nacionalističkih pokreta u postkolonijalnim zemljama često su bile nesklone Zapadnom bloku. Za europske je sile prilagođavanje procesu dekolonizacije bilo jako teško, ekonomski i psihološki, a patio je i sam NATO jer je prije dekolonizacije imao sve veće sile na svijetu na svojoj strani.
Nacionalistički pokreti u nekim zemljama i regijama, kao što su Gvatemala, Iran, Filipini i Indokina, bili su često skloni komunizmu ili ih je Zapad povezivao s komunizmom. U tom kontekstu, SSSR i SAD preko svojih zastupnika borili su se za prevlast u zemljama Trećeg svijeta tijekom naglog širenja dekolonizacije 1950-ih i 1960-ih. Sjedinjene Države iskoristile su CIA-u kako bi uklonili antiameričke vlade i dale podršku onim proameričkim. Pomoću CIA-e Sjedinjene Države svrgavale su vlade za koje je službeni Washington mislio da postaju prosovjetske. Najpoznatiji su primjeri Iran i Gvatemala. 
Iran je 1951. dobio svoju prvu demokratski izabranu vladu na čelu s Mohammedom Mossadeghom. Kada se Ujedinjeno Kraljevstvo pobunilo protiv Mossadegha i njegove naftne politike, te njegove politike nacionalizacije, i planiralo ga svrgnuti, Mossadegh je Britaniju proglasio neprijateljem. Britanske aktivnosti protiv Mossadegha CIA je dopunila svojime, te je odobrila milijun dolara za njegovo svrgavanje. Događaj znan kao operacija Ajax uzrokovao je svrgavanje Mossadegha s vlasti 1953. i postavljanje novog, prozapadnog, premijera Fazlollaha Zahedija.
Godine 1951. na predsjedničkim izborima u Gvatemali je pobijedio socijalist Jacobo Arbenz Guzmán. On je u svom predsjedničkom mandatu započeo brojne reforme, među kojima i agrarnu, koja je imala izniman značaj za njegovu zemlju. Kako je Guzmán bio prvi socijalistički vođa u zemlji koja je bila u relativnoj blizini SAD-a, CIA je organizirala događaj znan kao operacija PBSUCCESS. CIA je uz pomoć multinacionalnih kompanija i domaće oligarhije nasilno svrgnula Guzmána s vlasti. Nakon njegove vladavine državu je vodila vojna junta Carlosom Castillom koja je državu uvela u veliku krizu.
No, mnoge zemlje Afrike, Azije i Latinske Amerike nisu željele pritisak biranja između Istoka i Zapada. Godine 1955., na konferenciji u Bandungu, vođe mnogih zemalja Trećeg svijeta odlučile su da će ostati neutralne tijekom hladnog rata. Konsenzus postignut u Bandungu doveo je do potpisivanja Brijunske izjave 19. srpnja 1956. o stvaranju Pokreta nesvrstanih. Pet glavnih zagovornika i osnivača Pokreta bili su indonezijski predsjednik Sukarno, predsjednik Gane Kwame Nkrumah, predsjednik Egipta Gamal Abdel Naser, indijski premijer Džavaharlal Nehru i vođa Jugoslavije Josip Broz Tito. U rujnu 1961., uz veliku zaslugu Josipa Broza Tita, održala se je prva službena konferencija Pokreta nesvrstanih u Beogradu.
U međuvremenu, Nikita Hruščov je proširio vidike službene Moskve i počeo je uspostavljati veze s mnogim državama Trećeg svijeta.
Dana 15. lipnja 1961., istočnonjemački vođa Walter Ulbricht održao je govor u kojem je pobio neke teorije o mogućoj izgradnji zida između zapadnog i istočnog dijela Berlina. Nakon što su 12. kolovoza istočnonjemački vođe nazočile jednoj vrtnoj zabavi, sljedećeg dana, 13. kolovoza 1961. započela je izgradnja 156 km dugog zida koji će biti znan kao Berlinski zid. Svrha zida je bila onemogućiti odlazak stanovništva Istočne njemačke u Zapadnu Njemačku, makar ga je DDR iz propagandnih razloga službeno nazvao "Antifašistički obrambeni zid": mnoštvo je ljudi pobijeno metcima istočnonjemačkih graničara dok su iz DDR-a bježali u Zapadni Berlin; nikakav "fašist" nije uhvaćen dok bi pokušavao iz Zapadne Njemačke nezakonito ući u DDR. 
Tijekom 1950-ih SSSR i SAD su započeli nuklearno naoružavanje i izradu dalekometnih nuklearnih projektila kojima bi mogli raketirati teritorije jedni drugih. Fizičar Andrej Saharov je 1953. izradio prvu sovjetsku hidrogensku bombu znanu kao Tzar bomba. No, nakon 1956. stvari nisu išle najboljim putem za Sovjetski Savez, a najbolji primjer toga je Sovjetsko-kineski sukob. Sukob je izbio 1950-ih, a vrhunac je dostigao na kraju 1960-ih tijekom graničnog sukoba 1969. Najznačajniji uzrok sukoba bili su različiti nacionalni interesi dvaju zemalja i razlika u komunističkim ideologijama u zemljama. Sve do 1964., kada je Hruščov bio prisiljen dati ostavku, SSSR i Kina su bili u oštrom sukobu oko toga tko će voditi komunističke zemlje. 
Utrka u nuklearnom naoružanju dovela je dvije sile do ruba nuklearnog rata. Hruščov je sklopio savez s Fidelom Castrom nakon kubanske revolucije 1959. u kojoj je Castro došao na vlast. Kada je na Kubi počelo instaliratanje sovjetskih nuklearnih projektila američki predsjednik John Fitzgerald Kennedy je 1962. uzvratio pomorskom blokadom. Taj događaj označio je početak najveće hladnoratovske krize - kubanske raketne krize. 
Kada je Fidel Castro došao na vlast na Kubi i uveo komunizam, SAD nisu mogle prihvatiti komunističku zemlju i samu ideologiju u svojoj blizini, te su, u skladu s tim, tiho odobrile svrgavanje Castra i njegovog režima. Sovjetski vođa Nikita Hruščov poslao je veliku vojnu pomoć Kubi i prema njoj je poslao nuklearne rakete koje su tajno instalirane. U listopadu 1962. američki špijunski avion otkrio je jedan balistički projektil na lansirnom mjestu na Kubi. Kennedy je odmah zahtijevao da se rakete uklone i naredio pomorsku blokadu Kube. U vrijeme Kubanske raketne krize američka prednost u strateškom oružju bila je 17:1 i vojske SSSR-a i SAD-a bile su u stanju pripravnosti, pa je tako svijet tijekom dva dana 1962. godine živio na rubu nuklearnog rata. Potom je Hruščov povukao projektile s Kube, a zauzvrat dobio obećanje od SAD-a da će povući svoje projektile iz Turske i da nikada neće napasti Kubu.
Ovakvo rješenje kubanske krize uzrokovalo je mijenjanje obojice vođa. John F. Kennedy ubijen je 22. studenog 1963. u Dallasu kao dio zavjere jer su neki dužnosnici mislili da je preblag prema komunizmu i smetalo im je što nije želio rat. Hruščov je smijenjen kao dio urote. Među urotnicima su bili Aleksandr Šeljepin, Vladimir Semiščasni i njegov nasljednik Leonid Brežnjev koji su, dok je Hruščov bio na odmoru, održali sastanak u Centralnom komitetu i, kada se Hruščov vratio, izglasali da su za to da on da ostavku. Razlozi za urotu bili su, prema njima, loše vođenje kubanske krize i odnosa s Kinom, te loša organizacija sovjetske ekonomije. Odlaskom Hruščova i Kennedyja hladni rat je polako ušao u novi etapu koja je znana kao detant.

### Od konfrontacije do detanta (1962. – 1979.)
Tijekom 1960-ih i 1970-ih i SAD i SSSR su se trudili prilagoditi novoj politici prema kojoj svijet više ne bi bio podijeljen na dva bloka. Odmah nakon Drugog svjetskog rata, Japan i Zapadna Europa počeli su se brzo oporavljati od destrukcije Drugog svjetskog rata i počeli dostizati SAD. Zemlje Trećeg svijeta mogle su se također razvijati zbog dominacija organizacija kao što su OPEC i Pokret nesvrstanih koje su umanjivale utjecaj SAD-a i SSSR-a. Tijekom tog perioda, službena Moskva se morala brinuti o domaćim problemima, a sovjetski vođe kao Aleksej Kosigin i Leonid Brežnjev su počeli prihvaćati politiku detanta.
No, unatoč svemu ovom i SAD i SSSR su se borili protiv izazova njihovim vođama i željeli su ojačati svoje globalno vodstvo. Godine 1965., američki predsjednik Lyndon Johnson je odobrio slanje 22,000 američkih vojnika na Dominikansku Republiku. Uzrok za taj događaj, znan kao Operacija Power Pack, je prema Johnsonu bio strah od komunističke revolucije slične onoj na Kubi. Operacija je završila u rujnu 1966. pobjedom SAD-a.
Situacija na Istoku bila je drugačija. Amerika se borila protiv jačanja komunizma, a Sovjeti su se morali suočiti s pokušajima svrgavanja komunizma. Prvi takav pokušaj bio je 1968. godine u Čehoslovačkoj. Događaj znan kao Praško proljeće bilo je razdoblje političke liberalizacije u Čehoslovačkoj koje je počelo 5. siječnja 1968., a trajao do 20. kolovoza iste godine kada je Sovjetski Savez sa svojim saveznicima iz Varšavskog pakta (izuzev Rumunjske) okupirao zemlju. Od sredine šezdesetih Česi i Slovaci su počeli pokazivati sve veću odbojnost prema postojećem režimu. Ove promjene su se odražavale u raspoloženju reformističkih elemenata unutar same Komunističke partije koji su uspjeli izabrati Aleksandra Dubčeka za lidera stranke. Dubčekove reforme političkih procesa, koje je on nazivao "socijalizmom s ljudskim licem" nisu predstavljale potpuno odbacivanje starog režima, kao što je bio slučaj u Mađarskoj 1956. Dubčekove promjene imale su široku podršku društva, uključujući i radničku klasu. Međutim, sovjetske vođe predvođene Brežnjevom su ove reforme promatrali kao prijetnju njihovoj hegemoniji nad zemljama Istočnog bloka kao i na ugrožavanje sigurnosti samog Sovjetskog Saveza što je i bio glavni uzrok okupacije i zadržavanja starog komunističkog režima u Čehoslovačkoj koji je trajao do 1990-ih.
Same SAD su nastavile podupirati proameričke trećesvjetovne režime u Aziji. No, sukobi su se u prokomunističkim zemljama, najviše u Vijetnamu, nastavili. Iako je Vijetnamski rat izbio 1959., SAD su nastavile podupirati Južni Vijetnam u sukobu protiv Ho Ši Minovog Sjevernog Vijetnama sve do 1975. kada su komunisti osvojili Sajgon i službeno pobijedili i uspostavili Socijalističku Republiku Vijetnam. Ovaj sukob je koincidirao sa slabljenjem američke ekonomije, te su mnogi sagledavali kako je jednu veliku svjetsku silu sramotno porazila mala države. U međuvremenu, Brežnjev se morao suočiti s obnavljanjem sovjetske ekonomije, koja je trpjela zbog izrazito velikih vojnih troškova.
Još jedan sukob komunizma i kapitalizma u Aziji bio je Kambodžanski građanski rat. Rat je započeo 1967. zbog krize tijekom vladavine Norodoma Sihanouka. Tada je započelo okupljanje komunističke vojske znane kao Crveni kmeri, a koju je vodio Pol Pot. Oružani sukobi kulminirali su 1970. kada je počeo snažan udar Crvenih kmera na republikansku vladavinu Lon Nola i njegove Kmerske Republike (koja je uspostavljena nakon puča 1970.). Nakon 5 godina oružanih sukoba, Pol Potovi Crveni kmeri su u travnju 1975. zauzeli Phnom Penh i time uspostavili Demokratsku Kampućeju. Zbog loše vladavine i diktature Pol Pota i Demokratska Kampućeja je ukinuta 1979. tijekom Kambodžansko-vijetnamskog rata kada je uspostavljenja Narodna Republika Kampućeja (koja je bila pod Vijetnamskom okupacijom) i tek je 1993. država dobila svoj današnji naziv - Kambodža.
Kineski ministar obrane maršal Lin Piao pokrenuo je veliku akciju pod parolom «čitava zemlja mora učiti od vojske», što je posebno ojačalo one snage KP Kine i u vojsci koje su se protivile daljnjoj suradnji sa SSSR-om. Godine 1964. NR Kina je, pod utjecajem ove akcije, uspješno izvršila svoj prvi nuklearni pokus. Iste te godine, kineski vođa Mao Ce Tung započinje događaj znan kao Kineska kulturna revolucija. Tijekom revolucije je smijenjeno više od 30 milijuna ljudi na vodećim položajima, a jedan je milijun stavnih i tobožnjih protivnika komunističkog režima poginuo u velikoj hajci tzv. revolucionara. Inspirirani i podupirani od visokih vojnih krugova i supruge Mao Ce Tunga, protagonisti kulturne revolucije su sasvim izolirali zemlju i udaljili ju od sovjetskih zbivanja, a sve to da bi održali autohtonost kineske revolucije i kineskih stajališta o borbi za socijalizam. Iako je ovaj pokret možda i zamišljen kao nešto dobro, većina povjesničara (u i izvan Kine) smatra kulturno revoluciju katastrofom koja se u budućnosti treba izbjegavati. Iako je Mao objavio da je revolucija završila 1969., većina povjesničara smatra da je završila tek 1976., nakon Maove smrti.
Nakon sukoba i raskida odnosa između Kine i SSSR-a, 1969. godine izbio je sukob između te dvije zemlje znan kao Kinesko-sovjetski granični sukob. Ovaj događaj se smatra vrhuncem Sovjetsko-kineskog raskola koji je započeo tijekom 1950-ih. Vrhunac samog sukoba bio je oružani sukob kod otoka Ženbao koji je pripadao SSSR-u pod nazivom Damanskij, no nakon raspada SSSR-a pripojen je Kini. Ovim događajem službeno je završen Sovjetsko-kineski sukob.
Iako su se indirektni sukobi između supersila hladnog rata i dalje trajali, tijekom 1960-ih i 1970-ih došlo je do zahlađenja odnosa i započela je sve veća i češća primjena detanta (francuska riječ sa značenjem "popuštanje napetosti"). Sam detant označavao je smirivanje tenzija i zahlađivanje neprijateljskih odnosa između dvaju supersila, te pregovore koji su trebali dovesti do kraja hladnog rata. Osim SSSR-a, i Kinezi su započeli s primjenjivanjem detanta u njihovim odnosima sa SAD-om. Godine 1972., američki predsjednik Richard Nixon posjetio je Narodnu Republiku Kinu i sastao se s vođom Mao Ce Tungom i premijerom Žu Enlaiom. Nakon sastanka Nixon i Henry Kissinger su objavili da je došlo do značajnih poboljšanja odnosa između SAD-a i Kine. Po završetku posjeta, SAD i NR Kina su izdali Šangajski Communiqué, dokument koji je iznio poglede dvaju zemalja o vanjskoj politici i postao baza za kinesko-američke odnose. U priopćenju obje nacije su obećale da će težiti ka potpunoj normalizaciji odnosa dvaju zemalja. Nixon i američka vlada potvrdili su želju da se tajvansko pitanje riješi na miran način, što je poduprla i sama Kina. Ta izjava je SAD-u i Kini omogućila da privremeno stave sa strane "ključno pitanje koje ometa normalizaciju odnosa" oko političkog statusa Tajvana. No, SAD je nastavio diplomatske odnose s Tajvanom (tj. Republikom Kinom, kako glasi službeno ime kojega koriste vlasti koje upravljaju tim otokom) - čiju je vladu tretirao kao legalnu vladu čitave kine sve do 1979. kada je uspostavio potpune diplomatske odnose s NR Kinom, nastavljajući režimu na Tajvanu (na kojem je u to doba postojala jednostranačka vladavina Kuomintanga) ipak pružati vojnu potporu i održavati drugu političku i gospodarsku suradnju. 
Kasnije, u lipnju iste godine, Nixon i Kissinger su otišli u Moskvu i objavili početak pregovora o ograničenju strateškog naoružanja koji su trebali ograničiti proizvodnju skupih antibalističkih projektila i nuklearnih raketa. Ovi pregovori znani su pod kraticom SALT. Kao potvrdu o dobrom tijeku pregovora, SAD i SSSR su potpisali dva dokumenta znana kao SALT I i SALT II. SALT I su 23. studenog 1974. u Vladivostoku potpisali novi američki predsjednik Gerald Ford i sovjetski čelnik Leonid Brežnjev. SALT I je zamrznuo broj strateških nosača nuklearnih projektila na tadašnji broj, a zahtijevao je povećanje broja podmorskih nuklearnih projektila, ali samo nakon što se rastavi isti broj interkontinentalnih balističkih projektila.
SALT II su 18. lipnja 1979. u Beču potpisali američki predsjednik Jimmy Carter i sovjetski čelnik Leonid Brežnjev. Odredbe SALT II sporazuma bile su da se ograniči proizvodnja strateških nuklearnih projektila.
U međuvremenu su se svi ovi događaji vremenski podudarali s događanjima u Zapadnoj Njemačkoj. Tadašnji kancelar Willy Brandt uveo je novu politiku Zapadne Njemačke znanu kao Ostpolitik. Ostpolitk je predstavljao uspješan pokušaj kancelara Brandta da normalizira odnose s komunističkim zemljama Istočne Europe, a posebice s Istočnom Njemačkom.
Svi ostali ugovori težili su ka stabilizaciji situacije u Europi, a kulminirali su Helsinškom deklaracijom koji je potpisala KESS 1975. godine.
No, detant 1970-ih je bio kratkovječan. Američki Kongres je toliko ograničio ekonomski pakt između Nixona i Brežnjeva da ga je SSSR 1975. i odbacio. Sukob dvaju supersila nastavio se indirektno i tijekom detanta, ponajviše u zemljama Trećeg svijeta. Najznačajnija krizna žarišta bila su u Aziji (Jomkipurski rat, Iranska revolucija), Africi (Angolski građanski rat, Građanski rat u Mozambiku) i u Latinskoj Americi (Čileanski državni udar 1973., Revolucija u Nikaragvi). Upravo zbog svih ovih događanja umanjena je i vrijednost SALT II pakta koji je potpisan 1979.
Jomkipurski rat je bio sukob između Izraela i arapskih zemalja predvođenih Egiptom i Sirijom - koje su dvije države u to doba uživale podršku Sovjetskog Saveza - vođen je 1973. na području Sinaja. Nakon ranijeg Šestodnevnog rata, 1. rujna 1967. u sudanskom gradu Khartoumu održan je arapski samit na kojem je odlučeno da nema ”mira, pregovora, ni priznanja Izraela“. Rat je 1973. god. započeo na najveći židovski blagdan Yom Kippur, a trajao je samo 20 dana, no posljedice se osjećaju i danas. Rat je završio dogovorom o prekidu vatre koji je doveo do Ženevske konferencije. Jedna od glavnih posljedica rata bila je ostavka premijerke Golde Meir i cijelog njezinog kabineta. Nakon intenzivnog napora predsjednika Cartera, on, egipatski predsjednik Anwar el-Sadat i izraelski premijer Menahem Begin tajno su se sastali u američkoj bazi Camp David i vodili su pregovore koji su trajali 12 dana. Dana 17. rujna 1978. potpisan je tzv. sporazum iz Camp Davida s kojim je Egipat priznao Izrael kao državu i time postao prva arapska država koja je to učinila. Ovaj sporazum direktno je doveo do potpisivanja Egipatsko-izraelskog mirovnog sporazuma 1979. Osim Cartera, među ključnim ličnostima koji su inicirali mir i normalizaciju odnosa između dvije zemlje bio je i sam egipatski predsjednik Sadat, no on sam nije smio ništa inicirati jer su mnoge zemlje Varšavskog pakta zaprijetile Egiptu ratom ako bi to učinio. 
Potpisivanje mira i priznavanje Izraela dovelo je do promjene gledanja arapskih zemalja na Egipat. Egipat se prije smatrao najmoćnijom arapskom zemljom, no nakon što je Sadat potpisao mir to se promijenilo, a isto to dovelo je i do suspendiranja Egipta iz Arapske lige u periodu od 1979. do 1989. Potpisivanje mira i priznavanje Izraela dovelo je i do atentata na predsjednika Sadata 6. listopada 1981. godine u kojem je i poginuo. Sadata je naslijedio tadašnji potpredsjednik Hosni Mubarak koji na vlasti ostaje sve do 11. veljače 2011.
Iran je sve do 1979. godine bio monarhija kojom je u tom periodu vladao Mohammed Reza Pahlavi. Iranska ili islamska revolucija je događaj u kojem je Iran postao islamska republika. Glavni vođa revolucije, Ruholah Homeini je sve do tada bio u egzilu, no kao vođa revolucije, nakon pobjede revolucionara, Homeini je postao vrhovni vođa Irana. Revolucija je započela u siječnju 1978. s prvim velikim protestima, a završila se usvajanjem novog teokratskog ustava - čime je Homeini postao vrhovni vođa zemlje - prosinac 1979. U međuvremenu, Mohammed Reza Pahlavi je pobegao iz zemlje u siječnju 1979. nakon što su štrajkovi i protesti paralizirali zemlju, i 1. veljače 1979., ajatolah Homeini se vratio u Teheran da pozdravi nekoliko milijuna Iranaca. Konačni kraj dinastije Pahlavi se dogodio ubrzo zatim (11. veljače) kada je iranska vojska proglasila „neutralnost“ nakon što su gerilske i pobunjeničke snage nadjačale snage vjerne šahu. Iran je službeno postao islamska republika 1. travnja 1979. kada su Iranci u velikoj većini poduprli tu odluku na referendumu. Međunarodni izolaciju novog iranskog režima - koji se vrlo brzo posvađao s oba velika bloka - pokušao je iskoristiti irački režim pod vodstvom Saddama Husseina - te je izbio višegodišnji Iračko-Iranski rat. Makar je uživoao potporu i istočnog i zapadnog bloka, Irak naposljetku nije uspio pripojiti pogranične iranske pokrajine u kojima su se nalazile glavne iranske rezerve nafte.
U Africi je bila drugačija situacija. Kako su neke zemlje tek u ovom periodu uspjele izboriti neovisnost i kako su mnoge od njih počele prihvaćati komunizam kao ideologiju koja ih može izvesti iz postkolonijalne krize, SAD je, kao oštar protivnik komunizma koji je želio što manje komunističkih zemalja, potpomagao mnogim zemljama i organizacijama u borbi protiv komunizma u njihovim zemljama. U Angoli, koja je tek 1975. dobila neovisnost, sukob se vodio između komunističkog MPLA, koji je imao potporu Kube, Mozambika i SSSR-a, i antikomunističke UNITA-e, koja je imala potporu SAD-a, Južnoafričke Republikei i Republike Zair koju je vodio diktator Mobutu Sese Seko. Rat je službeno završio tek 2002. i pretpostavlja se da je umrlo preko 500.000 ljudi. Ovaj građanski rat bio je jedan od najdužih, ali i najvažnijih sukoba hladnog rata jer su i SSSR i SAD ovaj sukob smatrali kritičnom za balans snaga u hladnom ratu. Rat je završio pobjedom komunista koji i danas pobjeđuju na izborima u Angoli.
Drugi značajan sukob bio je u još jednoj novonastaloj državi Mozambiku. Mozambik je, kao i Angola, neovisnost stekao 1975. i već je 1977. uvučen u rat. Uzrok je bio isti - dolazak komunista na vlast i pobuna antikomunista protiv komunista. U Mozambiku je komunističke snage predstavljala stranka FRELIMO, a antikomunističke, točnije konzervativce, RENAMO. FRELIMO je vodio tadašnji predsjednik Joaquim Chissano i Samora Machel, a RENAMO André Matsangaissa i Afonso Dhlakama. U rat su još bili umiješani na strani FRELIMA Zimbabve Roberta Mugabea i Tanzanija Juliusa Nyererea. Rat je trajao sve do 1992. godine, a sa sobom je odnio preko 900.000 žrtava. Rat je završio primirjem i izborima u Mozambiku. Jedna od najzaslužnijih strana za sklapanje mira između dvaju sukobljenih vođa je ONUMOZ ili Operacija Ujedinjenih Naroda u Mozambiku koja je svojim djelovanjem uspjela pomiriti dvojicu sukobljenih vođa i donijeti mir u Mozambik.

Latinska Amerika je u ovom periodu bila žarište revolucija i državnih udara. Čileanski državni udar 1973. donio je još jednu smjenu komunističkog predsjednika, Salvadora Allendea, koji je i prvi marksist koji je demokratski izabran na mjesto vođe neke države. Allende je svojom politikom agrarne reforme, nacionalizacije rudnih bogatstava i pravedne raspodjele bogatstva, opasno ugrozio interese krupne buržoazije i stranih, posebno američkih kompanija. Zbog tog ugrožavanja, SAD su poduprijele generala Augusta Pinocheta koji je 1973. izveo državni udar na ondašnju komunističku vladu predsjednika Allendea. Kad je prvi put pokušao, nije uspio, no samo dva mjeseca poslije drugi put pokušava i uspijeva. General Pinochet je, uz potporu SAD-a, uspio svrgnuti predsjednika Allendea. Sam Allende umro je tijekom državnog udara. Prema službenoj objavi, Allende se ubio, ali danas postoje mnoge teorije koje govore kako su Allendea zapravo ubile Pinochetove postrojbe tijekom puča. Nakon puča, general Pinochet preuzeo je vlast i uveo antikomunističku vojnu huntu koja je trajala sve do 1990. godine kada je izgubio na predsjedničkim izborima.
Nikaragvanska revolucija bila je također vrlo važan politički događaj, ne samo za Nikaragvu i američki kontinent, nego i za cjelokupni ishod Hladnog rata. Revulucije je oružjem uspjela svrgnuti diktatorsku dinastiju Somoza s vlasti, koju je državom vladala još od 1930-ih. Tri člana obitelji Somoza bili su predsjednici Nikaragve i to u nekoliko mandata: Anastasio Somoza García (prvi mandat: 1937. – 1947., drugi mandat: 1950. – 1956.), Luis Somoza Debayle (1956. – 1963.) i Anastasio Somoza Debayle (prvi mandat: 1967. – 1972., drugi mandat: 1974. – 1979.). Vodeća organizacija koje je vodila revoluciju bila je komunistička stranka FSLN. Ova revolucija i smjena vlasti predstavljala je jako važan događaj u povijesti Nikaragve, ponajviše u socijalnom smisli. Revoluciju je predvodio Daniel Ortega koji je od 1979. do 1985. vodio huntu, a od 1985. do 1990. je obnašao dužnost predsjednika. Godine 1990. FSLN prvi put gubi na izborima i to od stranke UNO, no FSLN ponovo dolazi na vlast 2007. godine kada Ortega ponovo postaje predsjednik.

### "Drugi hladni rat" (1979. – 1985.)
Pojam "Drugi hladni rat" koristili su neki povjesničari da bi opisali ponovno povećanje tenzija između dvaju hladnoratovskih supersila tijekom ranih 1980-ih. Godine 1980. Ronald Reagan je porazio Cartera na izborima i zalagao se za vojne troškove kako bi se mogao suočiti sa SSSR-om. I Reagan i novoizabrana britanska premijerka (jedina u povijesti) Margaret Thatcher su se izrekli ponovne oštre osude sovjetske ideologije i probudili rivalstvo koje je između tih zemalja postojalo samo tijekom ranih 1940-ih.
Kako su tenzije ponovo porasle, NATO je, pod utjecajem Reaganovog kabineta, počeo izgradnju Pershing II raketa u Zapadnoj Europi, posebno u Zapadnoj Njemačkoj. Ova izgradnja bi rakete udaljila samo 6 minuta od središta "zlog carstva", kako je Reagan opisao Moskvu i SSSR. No, podrške za izgradnju je nedostajalo i mnogi nisi bili sigurni u to je li potrebno dalje podizati tenzije. No, 1. rujna 1983. Sovjetski Savez je srušio civilni putnički zrakoplov KAL 007 dok je letio preko Sahalina. Ovaj događaj najvjerojatnije je napravljen kao upozorenje SAD-u da obustavi postavljanje balističkih projektila u Zapadnu Europu. Predsjednik Reagan je ovaj događaj, u kojem je poginulo 269 ljudi, opisao kao masakr. Barbarizam ovog čina, koju su vidjeli SAD i njezini saveznici, uzrokovala je veću potporu za postavljanje projektila koja je stajala čvrsto sve do kasnijih razgovora između Reagana i Gorbačova. 
Reagan je potrošio 2,2 tisuća milijardi dolara na obrambene troškove u osam godina. U kombinaciji s ekonomskim problemima iz 1970-ih, SAD su od najbogatije svjetske države došle na rang države s najvećim dugom, makar su drugi elementi američkog gospodarskog stanja bili dosta dobri. Tenzije su još jednom porasle tijekom 1980-ih kada je Reagan u Europu postavio američke projektile koji bi mogli uništiti druge projektile u letu. Ovaj događaj označio je početak Strateške obrambene inicijative koju su mediji nazvali i Zvjezdani ratovi.
Godine 1980. u Poljskoj počinje inicijativa za svrgavanje komunizma. Događaj u kojem je došlo propadanja komunističkog sistema znan je kao Poljska revolucija. Sami prosvjedi započeli su u brodogradilištu u Gdańsku. Iz svakodnevnih protesta rodio se sindikalni pokret Solidarnost (polj. Solidarnošć), koji je predvodio Lech Wałęsa. Zbog štrajkova i nemira širom zemlje, vojni vrh je izvršio državni udar 1981. godine. Potom je izvršena promjena državnog i društvenog sistema, i to mirnim putem. Prvi slobodni izbori u Poljskoj, ujedno i prvi demokratski u istočnoj Europi, održani su u lipnju 1989. godine. Uvjerljivu pobjedu odnijela je opozicija, a Lech Wałęsa je sljedeće godine izabran za predsjednika Poljske. Ovo je bio prvi uspješan pokušaj svrgavanja komunizma u nekoj do tada komunističkoj zemlji. Posljednji vođa komunističke Poljske bio je general Wojciech Jaruzelski, koji je zemljom upravljao od 1981. godine, koji je kombinacijom represije protiv poljske opozicije i diplomacije postigao da protiv poljske ne bude izvedena intervencija vojski SSSR-a i drugih komunističkih zemalja kakva je bila izvedena 1957. godine protiv Mađarske. 
Što se tiče samog vodstva u Americi i SAD-u tijekom ovog predzadnjeg perioda hladnog rata s jedne strane nije bilo promjena, a s druge ih je bilo dosta. Nakon pobjede nad Carterom, Reagan je osvojio dva mandata i ostao predsjednik sve do 1989. godine tj. do zadnje faze rata.
U SSSR-u je bilo drugačije. Brežnjev je umro 1982. godine, a naslijedio ga je Jurij Andropov. Andropov se općenito smatra jednim od boljih vođa jer je unatoč visokim tenzijama u svojoj kratkoj vladavini (1982. – 1984.) uspio zadržati dosta dobre odnose sa SAD-om. Nakon Andropova, došao je Konstantin Černjenko koji je bio bliži Brežnjevu, no Černjenko je vladao samo godinu dana kada je umro i naslijedio ga je Mihail Gorbačov, kojeg je sam Andropov jako podupirao. Gorbačov je uvelike poboljšao odnose sa SAD-om, a na vlasti je ostao sve do kraja hladnog rata.
U SAD-u je zabrinutost oko američke intervencije u stranim sukobima postojala još od kraja Vijetnamskog rata. No, Reagan se tijekom predsjedništva nije suočio s velikim problemima oko njegovih intervencija u stranim sukobima. Reagan se, osim nekoliko afera (Iran-Contra afera), samo jednom, tijekom svog prvog mandata, suočio s ozbiljnim problemom - pokušajem atentata. Dana 30. ožujka 1981. John Hinckley, Jr. pucao je na Reagana, Jamesa Bradyja i još dvojicu ljudi i zamalo pogodio Reaganovo srce, no pogodio je lijevo plućno krilo koje je kasnije utajilo. Reagan je odveden u bolnicu gdje se tijekom operacije šalio s liječnicima. No, na Reaganovu sreću, pokušaj nije bio opasan po Reaganov život i on se oporavio relativno brzo.
Tijekom 1983., Reaganova administracija intervenirala je u nekoliko međunarodnih sukoba. Među te sukobe spadaju Libanonski građanski rat, invazija Grenade, bombardiranje Libije, a podupirala je i srednjoameričke Kontrase - desničarske stranke koje su željele svrgnuti prosovjetsku FSLN s vlasti u Nikaragvi. Iako su Reaganove intervencije u Libiji i Grenadi Amerikanci smatrali dobrima, njegovo podupiranje Kontraša nije dobro prihvaćeno. Jedna od afera koja je izbila u vezi s tim kontrašima je Iran-Contra afera. Afera je izbila 1986. godine kada se otkrilo da SAD tajno prodaje oružje Iranu (koji je tada ratovao s Irakom) i dobiveni novac troši kao potporu kontrašima u Nikaragvi. Otkriće tih tajnih poslova u studenom iste godine je ozbiljno uzdrmalo Reaganovu administraciju. Tome je doprinijela činjenica da je pukovnik Oliver North, zajedno sa svojom sekretaricom Fawn Hall, uništavao dokumente vezane uz slučaj. Reagan je u svrhu istrage imenovao posebnu predsjedničku, tzv. Towerovu komisiju. Njeni nalazi su teretili Poindextera, Northa i tajnika za obranu Caspara Weinbergera, ali ne i Reagana. Međutim, Kongres, kojim je tada dominirala Demokratska stranka govorio je da je Reagan glavni krivac za aferu. North i Poindexter su 16. ožujka 1988. optuženi, a kasnije i osuđeni za ometanje pravde i slična krivična djela. Međutim, njihove presude su oborene na višim sudovima, a novi postupci su ostali nepokrenuti. Nakon svega ovoga Reagan je uspio uvjeriti Amerikance da nije znao što rade njegovi podčinjeni i povratio je popularnost.
Još jedna prihvaćena Reaganova intevrencija bila je Operacija El Dorado Canyon, znana i kao američko bombardiranje Libije 1986. godine. Napad je došao kao odgovor na tadašnje podupiranje terorizma libijskog režima Muammara al-Gaddafija. Bombardiranje je provedeno zrakom, a glavni avion bio je F-111F. Amerikanci su pretežito bombardirali Tripoli, a tijekom bombardiranja je poginulo 37 ljudi (među kojima je i bila Gadaffijeva kći), no Gadaffi je ostao neozlijeđen. 
Kako je glavni motiv bila borba protiv terorizma, SAD su se nadale da će ovime bar malo suzbiti terorizam, no čak i tijekom napada, ali i nakon njih, dogodilo se nekoliko terorističkih napada. Gadaffi je prekinuo sve odnose sa SAD-om, no kasnije je došlo do poboljšanja odnosa i priključivanja Libije u mnoge međunarodne organizcaije bez promjene vođe. Američka javnost dobro je prihvatila bombardiranje, no većina ostalih država, čak i američki saveznici su osudili napad, a SSSR je otkazao sastanak svog ministra vanjskih poslova s američkim državnim tajnikom.
Operacija Urgent Fury ili američka invazija Grenade je američka invazija koja se dogodila 1983. godine. Invazija je izvedena kao odgovor na ilegalno smjenjivanje i ubijanje premijera Mauricea Bishopa. Invazija je započela 25. listopada, a trajala je do 15. prosinca. Amerikanci su na otoku pobijedili revolucionare s Grenade koji su imali potporu Kube i svrgnuli su vojnu diktaturu Hudsona Austina. Invazija je dobila različite reakcije, no uglavnom je dobro prihvaćena među američkom i među dijelom populacije s Grenade.
Kao i SAD, i Sovjeti su intervenirali u sukobima u drugim zemljama. Tijekom ovog perioda zbila se posljednja veća sovjetska intervencija. Sovjetsko-afganistanski rat je sukob koji je započeo 1979., a trajao je punih deset godina. Iako je Brežnjev bio uvjeren da će rat biti kratak, muslimanski gerilci su pružili izrazito dug i jak otpor. Kremlj je poslao intervencijske snage jačine oko 100.000 vojnika u Afganistan kako bi pomogli komunističkom režimu, što je dovelo do toga da mnogi ovaj sukob nazivaju Sovjetskom Vijetnamom. No, ovaj sukob je više štetio Sovjetima, nego što je Vijetnam Amerikancima jer je SSSR tada prolazio kroz domaću krizu. Rat je započeo nakon što je novo uspostavljena Demokratska Republika Afganistan provela marksističke promjene koje islamsko stanovništvo nije dobro primilo. Nakon 7 godina ratovanja protiv mudžahedina, komunistička vlada je smijenila predsjednika Karmala i na vlast je došao Mohamed Nadžibulah koji je uveo i novi ustav. Nakon godinu dana vlasti, Nadžibulah je započeo s podupiranjem sovjetske inicijative za povlačenje iz Afganistana. Ono je započelo 20. srpnja 1987., a završilo je 15. veljače 1989. čime je službeno i završen sovjetsko-afganistanski rat. Rat je imao snažne posljedice na politiku SSSR-a koje su naposljetku dovele i do njegovog raspada.
Još jedna značajnija posljedica ovog rata očitovala se i na Olimpijskim igrama. Iako su već na OI 1976. u Montrealu neke afričke zemlje bojkotirale igre zbog toga što je Novi Zeland nastavio igrati ragbi s Južnoafričkom Republikom unatoč njezinoj politici apartheida i zabrani nastupanja na OI, OI 1980. u Moskvi i OI 1984. u Los Angelesu dovele su prvi veliki politički bojkot. Sjedinjene Države bojkotirale su OI 1980. u Moskvi, zajedno s još 61 zemljom, kao znak protesta sovjetskoj intervenciji u Afganistanu. Sljedeće OI održale su se 1984. u Los Angelesu i ovaj put je SSSR, s još 14 zemalja Istočnog bloka, bojkotirao OI kao znak protesta američkoj antikomunističkoj propagandi, te antisovjetskoj paranoji koju je širila zemljama saveznicima. Ovo su jedini primjeri kada su dvije zemlje svoje sukobe rješavale i na polju sporta.

### Kraj hladnog rata
Tijekom 1980-ih, vojska SSSR-a bila je najveća na svijetu po mnogim mjerilima. Bila je najveća po kvantiteti, po broju i vrsti oružja koje su posjedovali, te po veličini i broju vojnoindustrijskih baza. No, ta kvantitativna nadmoć često je prikrivala polja u kojima je Istočni blok daleko zaostajao za Zapadom. To je dovelo do toga da Zapad uvelike precijeni SSSR.
Iako tijekom ovog perioda nije bilo velikih vojnih intervencija, vojska je i dalje imala važnu ulogu. Na početku kraja hladnog rata (1985.), američki predsjednik Reagan je osvojio svoj drugi mandat, a preminulog Černjenka je naslijedio Mihail Sergejevič Gorbačov. Ovaj period označio je novi put u vanjskoj politici dvaju zemalja jer je sam Reagan pozvao Gorbačova u SAD, i to neslužbeno, te je time Gorbačov postao prvi sovjetski dužnosnik koji je neslužbeno posjetio SAD. 
Unatoč poboljšavanju odnosa sa SAD-om, Gorbačov se morao suočiti s ekonomskom krizom u svojoj zemlji. Ta kriza ponajviše je uvjetovana padom cijena nafte. Gorbačov je tada započeo s reformama znanim kao perestrojka i glasnost. Perestrojka je predstavljala reformu koja je trebala podići sovjetsku privredu, koja je već od početka osamdesetih godina počela stagnirati. Plan je bio da se promjeni neefikasno vođena ekonomija i da se uvede decentralizirana, tržišno orijentirana ekonomija. Već 1990. godine, perestrojka je počela slabiti i privredna situacija je ponovo bila kritična. Godina 1988. postaje vrijeme glasnosti kojom se dopušta kritiziranje partije i njenih čelnika putem javnih glasila. Također se, u nastavku ekonomskih reformi, donosi novi zakon kojim se omogućuje osnivanje privatnih kompanija. Kako bi ova drastična promjena prošla među komunističkim čelnicima, u ovaj zakon je umetnuta uredba da privatnici moraju plaćati neuobičajeno visoke poreze. Nedugo nakon prolaska zakona ovi nenormalni porezi bit će smanjeni na normalni nivo tako da se stvori "poduzetnička klima". U lipnju ove godine na partijskom kongresu Gorbačov objavljuje svoje daljnje želje za stvaranjem jakog predsjedničkog sistema i drastičnog smanjivanja utjecaja partije na politički život države. Ove reforme i kriza bili su jedni od glavnih razloga za kasniji raspad Sovjetskog Saveza.
Dana 12. srpnja 1987., Ronald Reagan bio je u Berlinu na proslavi 750. obljetnice grada. Tijekom svog govora na Brandenburškim vratima Reagan je "izazvao" Gorbačova da sruši Berlinski zid:
I uistinu, istočnonjemačke vlasti su dvije godine kasnije dopustile ljudima iz DDR-a da prelaze u Zapadni Berlin, te je potom narod iz oba dijela berlina spontano počeo s rušenjem Berlinskog zida. Ovaj događaj bio je ključan za reunifikaciju Njemačke, te jedan od najvažnijih događaja u odnosima SAD-a i SSSR-a, a doveo je i do eventualnog kraja hladnog rata.
Godine 1987. u baltičkim zemljama koje su pripadale SSSR-u započinje Raspjevana revolucija. Taj događaj odvijao se od 1987. pa sve do 1991. godine kada tri zemlje, Estonija, Litva i Latvija dobivaju neovisnost. U Estoniji je glavni pokretač bila glazba i festivali na kojima su se masovno počele izvoditi patriotske pjesme. Nakon borbe s mnogim pokušajima državnog udara, Estonski Vrhovni Sovjet (u suradnji s kongresom) 20. kolovoza 1991. proglašava nastanak neovisne Estonije. U Latviji se borba za samostalnošću nije vodila preko glazbe, nego preko mnogih nevladinih organizacija koji su svojim govorima na javnim mjestima tijekom javnih događaja poticali i budili nacionalnu svijest latvijskog naroda. Na novim izborima za Latvijski Vrhovni Sovjet pobijedila je Stranka za nezavisnost. Isti taj Sovjet donio je 4. ožujka 1990. deklaraciju nezavisnosti, a Latvija je službeno priznata nakon neuspješnog državnog udara 6. rujna 1991. U Litvi je bitka za neovisnost započela 1988. s osnivanjem stranke Sąjūdis. Nakon snažnog zalaganja stranke. u studenom 1988. parlament usvaja novu zastavu i himnu. Nakon trogodišnje borbe i nekoliko nasilnih sukoba (Krvava nedjelja), Litva je konačno priznata u kolovozu 1991. nakon neuspjelog državnog udara.
Godine 1988., Gorbačovljev kabinet donosi tzv. Sinatrinu doktrinu (nazvanu prema Franku Sinatri) prema kojoj se Sovjetski Savez odustaje od ranije tzv. Brežnjevljeve doktrine, gdje si je SSSR uzimao za pravo da se čak i oružanom silom upliće u unutarnje poslova svojih saveznika. Ova doktrina otvorila je put ka svrgavanju komunizma u mnogim zemljama Varšavskog pakta i revolucijama 1989., a posredno je pridonijela i kasnijem raspadu samog SSSR-a i kraju hladnog rata.
Samo godinu dana nakon donošenja te doktrine, započinje tzv. Jesen naroda. Taj događaj obuhvaća revolucije u zemljama Istočnog bloka čiji je rezultat bio svrgavanje komunizma i uspostava demokratske vlade. Revolucije su se zbile u Čehoslovačkoj, Bugarskoj, Poljskoj, DDR-u, Mađarskoj i Rumunjskoj. Revolucionarni pokret Solidarnost javio se u Poljskoj već na početku desetljeća, a u DDR-u je revolucija završila rušenjem Berlinskog zida. U Mađarskoj je revolucija provedena mirnim putem. Iako su u Mađarskoj provedene mnoge uspješne reforme, velike promjene dogodile su se nakon smjene Jánosa Kádra na mjestu Generalnog sekretara KPM-a. Nova vlast uvela je demokratski paket, a na svojoj povijesnoj sjednici održanoj od 16. listopada do 20. listopada 1988. prihvatila je nove zakone i time omogućila prve demokratske izbore za vladu i predsjednika. Usvajanjem ovih zakona, Mađarska je iz narodne republike prešla u političko uređenje demokratske republike. 
U Bugarskoj je situacija bila drugačija. Tadašnji vođa Todor Živkov pokušao je provesti glasnost i perestrojku, no neuspješno što je izazvalo veliko nezadovoljstvo u narodu, a pogotovo među prodemokratskim organizacijama. Živkov je 10. studenog 1989. sišao s vlasti i time završio najdužu vladavinu pojedinca u sovjetskom bloku, vladavinu koju je obilježio nepotizam, mnoge krize i veliko nezadovoljstvo naroda. No, ni odlazak Živkova nije zadovoljio prodemokrate. Prosvjedi su se nastavili i tijekom kratkotrajne vladavine Živkovljevog nasljednika Petra Mladenova sve do 1990. godine kada su u Bugarskoj održani prvi demokratski izbori nakon 1931. godine. Ovim događajem i Bugarska je izvršila tranziciju iz komunizma u demokraciju. Sam Živkov je 1991. osuđen, no izbjegao je smrt (za razliku od Ceauşescua).
Čehoslovačka Republika je prijelaz u demokraciju izvela događajem koji je znan kao Baršunasta revolucija. Tijekom tog događaja Čehoslovačka se mirnim putem raspala na Češku i Slovačku. Kako je Čehoslovačka bila prva zemlja koja je skinula Željeznu zavjesu (veliko mnoštvo njenih državljana je nagrnulo na granice nastojeći se domoći života u zemljama Zapada), a nije dobila prijekor SSSR-a, nastavila je s reformama među kojima je najvažnija bila odluka KPČSSR-a da više neće držati politički monopol. Tada su započeli mirni prosvjedi u svrhu održavanja novih izbora. Na jesen 1989. izbori su održani i sastavljena je prva vlada u kojoj komunisti nisu imali većinu još nakon 1948. Bodljikava žica je uklonjena s granica sa Zapadnom Njemačkom i Austrijom u prosincu i 10. prosinca komunistički predsjednik Gustáv Husák daje ostavku. Pisac Václav Havel postaje posljednji predsjednik Čehoslovačke 29. prosinca 1989. godine i time završava komunizam u Čehoslovačkoj. Dana 1. siječnja 1993. dolazi i do mirnog raspadanja Čehoslovačke i nastajanja Češke i Slovačke. Ovaj raspad znan je kao Baršunasti razvod.
| Nicolae Ceauşescu, posljednji vođa komunističke Rumunjske i jedini komunistički vođa koji je nasilno svrgnut i smaknut. |  | Nicolae Ceauşescu, posljednji vođa komunističke Rumunjske i jedini komunistički vođa koji je nasilno svrgnut i smaknut.       |
| Nicolae Ceauşescu, posljednji vođa komunističke Rumunjske i jedini komunistički vođa koji je nasilno svrgnut i smaknut. |  | Ion Iliescu, predvodnik antikomunističke revolucije i prvi predsjednik demokratske Rumunjske. Na tu poziciju biran je 3 puta. |

U SR Rumunjskoj se zbila jedina nasilna revolucija u zemljama Varšavskog ugovora i jedina revolucija koja je završila smaknućem komunističkog vođe. Rumunjska revolucija 1989. je oružani sukob koji je trajao od 16. do 22. prosinca 1989. godine, a sukobili su se pristaše komunizma i Securitate (tajna policija) protiv antikomunista i rumunjske vojske. Revolucija je započela prosvjedima u Temišvaru koje je vodio Ion Iliescu, prvi demokratski predsjednik Rumunjske, Ceauşescuov nasljednik. Prosvjedi si započeti kao posljedica loše i diktatorske vladavine koju je vodio Ceauşescu, te represivnog komunističkog režima. Zauzeta je državna televizija iz koje su koordinirani svi ostali potezi ustanika. Nakon 6 dana ustanka, Nicolae Ceauşescu je 22. prosinca izišao da održi govor s balkona predsjedničke palače u Bukureštu, no odmah su počeli stalni zvižduci. Narod se nije moglo utišati. Diktator je pobjegao helikopterom, ali je uhićen, te mu je suđeno na prijekom vojnom sudu. Na Božić 1989. pogubljen je sa suprugom ispred streljačkog voda što je kasnije prikazano i na televiziji. Rumunjska je jedina istočnoeuropska država koja je nasilno srušila komunizam i uspostavila demokraciju (koju je vodio prvi predsjednik demokratske Rumunjske Ion Iliescu).
U Kini bliskoj Albaniji, komunistički režim koji se tijekom desetljeća odlikovao osobito represivnim postupanjem se postupno raspadao 1990. – 1992. u seriji socijalnih nemira popraćenih postupnim ustupcima komunističkih vlasti i raspadanjem ionako nejakog gospodarskog sustava.
Ovi događaji doveli su do toga da SSSR ostane posljednja zemlja (uz SFRJ, no i tu je započela kampanja nastankom zasebnih republika) u Europi koja još uvijek ima koliko-toliko čvrst komunistički sustav vlasti. U prosincu 1989. godine, na sastanku u Malti, Mihail Gorbačov i novi Hmerički predsjednik George Herbert Walker Bush potpisali su ugovor kojim su završili hladni rat, no ni taj događaj nije označio pravi kraj hladnog rata. Pravim krajem rata smatra se 1991. godina kada je došlo do raspada SSSR-a.
| Mihail Sergejevič Gorbačov, posljednji predsjednik i vođa SSSR-a. Njegova vladavina obilježila je pad komunizma i uvođenje demokracije u sve države koje su bile u sastavu SSSR-a, te kraj hladnog rata. Zbog svojih prodemokratskih poteza (tijekom svoje vladavine) mnogi ga smatraju jednim od najboljih sovjetskih vođa. |  | Mihail Sergejevič Gorbačov, posljednji predsjednik i vođa SSSR-a. Njegova vladavina obilježila je pad komunizma i uvođenje demokracije u sve države koje su bile u sastavu SSSR-a, te kraj hladnog rata. Zbog svojih prodemokratskih poteza (tijekom svoje vladavine) mnogi ga smatraju jednim od najboljih sovjetskih vođa. |
| Mihail Sergejevič Gorbačov, posljednji predsjednik i vođa SSSR-a. Njegova vladavina obilježila je pad komunizma i uvođenje demokracije u sve države koje su bile u sastavu SSSR-a, te kraj hladnog rata. Zbog svojih prodemokratskih poteza (tijekom svoje vladavine) mnogi ga smatraju jednim od najboljih sovjetskih vođa. |  | Boris Nikolajevič Jeljcin, ruski premijer i jedan od predvodnika pokreta za uvođenje demokracije i raspada SSSR-a. Nakon što se SSSR raspao, Jeljcin je postao prvi predsjednik Ruske Federacije. |

Tijekom dugog niza desetljeća razvoj SSSR-a je bio usporavan. Forsiranje teške industrije i proizvodnje za vojne potrebe dovelo je do loše kvalitete robe, stalnih nestašica i niskog životnog standarda. Loše unutrašnjepolitičko i ekonomsko stanje, utjecaj pada komunističkih režima u istočnoj Europi, opće slabljenje Sovjetskog Saveza koje Gorbačovljeve reforme glasnost i perestrojka nisu uspjele ublažiti, doveli su i do njegovog konačnog raspada. Komunistička partija Sovjetskog Saveza odriče se monopola moći i svoje vlasti 1990. godine. Referendum, održan 17. ožujka 1991. na kojem je 78% glasača odabralo cjelovitost SSSR-a, baltičke zemlje, Armenija, Moldova i Gruzija su bojkotirale. 
Gorbačov se trudio da održi zemlje SSSR-a na okupu pa je 20. kolovoza 1991. trebao biti potpisan novi sporazum zemalja u kome bi zemlje prihvatile federaciju i savez koji bi imao zajedničkog predsjednika, vojsku i stranu politiku. Međutim, dan prije potpisivanja, visoki funkcionari SSSR-a su stavili Gorbačova u kućni pritvor u njegovoj rezidenciji na Krimu kako bi spriječili potpisivanje sporazuma i domogli se vlasti. Taj događaj, odnosno pokušaj puča, znan je kao Kolovoški puč. Pučisti su očekivali masovnu podršku naroda, ali se dogodilo upravo suprotno; narod je bio protiv njih. Poslije tri dana, 21. kolovoza, puč je doživio kolaps i Gorbačov se vratio na poziciju predsjednika SSSR-a. 
Međutim je Gorbačovljeva vlast propadala jer ga ni ruska ni sovjetska vlada nisu slušale, te je ruska vlada, s Borisom Jeljcinom na čelu, počela preuzimati sovjetsku, ministarstvo po ministarstvo. Gorbačov nije uspio održati SSSR u cjelini jer nije uspio napraviti kompromis između želje za demokracijom i želje za starim Sovjetskim Savezom. Poslije puča, sovjetske republike ubrzavaju procese ka neovisnosti. Tako je 6. rujna 1991. sovjetska vlada priznala neovisnost tri baltičke države, a 1. prosinca Ukrajina proglašava neovisnost poslije referenduma na kojem se 90% građana odlučilo za neovisnu i slobodnu Ukrajinu. Zatim, 17. prosinca dvanaest od petnaest sovjetskih republika potpisuje u Haagu sporazum s 28 europskih zemalja, Europskom zajednicom i četiri neeuropske zemlje, kao da su neovisne republike. I 25. prosinca 1991. Gorbačov daje ostavku i sve sovjetske zemlje preuzimaju uloge kao individualne republike. 
To je predstavljalo raspad SSSR-a i kraj komunizma u Europi, kao i sam kraj hladnog rata. Sve sovjetske države osigurale su samostalnost i osnovale su - s izuzetkom Litve, Estoline i Latvije - Zajednicu Neovisnih Država, koja postoji i danas, no za razliku od SSSR-a, sve države članice imaju svoj suverenitet, vlastite vojske, valute i diplomacije.

## Vanjske poveznice
- (engl.) CONELRAD-ova stranica  Arhivirana inačica izvorne stranice od 29. srpnja 2020. (Wayback Machine)
- (engl.) CBC Digital Archives - Kultura hladnog rata: Nuklearni strah 1950-ih i 1960-ih
- (engl.) Međunarodni povijesni projekt o hladnome ratu (CWIHP)
- (engl.) Podaci iz hladnoga rata  Arhivirana inačica izvorne stranice od 18. rujna 2008. (Wayback Machine)
- (engl.) CNN-ova arhiva podataka  Arhivirana inačica izvorne stranice od 17. prosinca 2008. (Wayback Machine)

Ostali projekti
|  | Zajednički poslužitelj ima još gradiva o temi Hladni rat |